# سلكوت بهي
سِلكوت بَهِيّ هي نوع من الخنافس المتوطنة في أوربَّة، حيث تُلاحظ البر الرئيس لفرنسا والبر الرئيس لإسبانيا.